# Montlouis-sur-Loire
Montlouis-sur-Loire je naselje in občina v osrednjem francoskem departmaju Indre-et-Loire, regije Center. Leta 2009 je naselje imelo 10.448 prebivalcev.

## Geografija
Kraj leži v pokrajini Touraine na levem bregu reke Loare, 12 km vzhodno od središča Toursa.

## Uprava
Montlouis-sur-Loire je sedež istoimenskega kantona, v katerega so poleg njegove vključene še občine Larçay, Véretz in La Ville-aux-Dames z 21.308 prebivalci.
Kanton Montlouis-sur-Loire je sestavni del okrožja Tours.

## Zanimivosti
- renesančni dvorec Château de la Bourdaisière iz 16. do 19. stoletja, francoski zgodovinski spomenik,
- cerkev sv. Lovrenca.

## Pobratena mesta
- Appenweier (Baden-Württemberg, Nemčija),
- Castelvetro di Modena (Emilija-Romanja, Italija).